# Deutsche Sambomeisterschaften
Die deutschen Sambomeisterschaften werden alljährlich in den Disziplinen Sport Sambo und Combat Sambo veranstaltet. Der Veranstalter ist der Deutsche Sambo-Verband (DSV), welcher Mitglied des Sambo-Weltverbandes Fédération Internationale de Sambo (FIAS) ist.

## Geschichte
Die ersten deutschen Sambomeisterschaften fanden 2002 in Itzehoe, Schleswig-Holstein statt. Seitdem werden sie in jährlichem Turnus ausgetragen.